# Ivan Davidov
Ivan Aleksandrov Davidov (Sófia, 5 de outubro de 1943 - Sófia, 19 de fevereiro de 2015) foi um futebolista búlgaro, que atuou como meio-campista. 

## Carreira
Fez carreira no Slavia Sofia. Ele disputou a Copa do Mundo de 1966 e a Copa do Mundo de 1970 pela Seleção Búlgara.